# Музей Государственного Флага (Нахичевань)
Музей Площадь Государственного Флага  (азерб. Naxçıvan Bayraq Meydanı Muzeyi) —  музей в Азербайджанском городе Нахичевань (Нахичеванской Автономной Республики).

## История
Музей государственного флага учрежден Распоряжением Председателя Верховного Меджлиса Нахичеванской Автономной Республики от 22 августа 2014 года «Об учреждении Площади государственного флага и музея в Нахичеване». Музей открыт для посещения с 17 ноября 2014 года. Музей государственного флага расположен в самой высокой части Нахичевана. Музей, созданный вокруг флагштока, имеет восьмиугольную форму. Длина развевающегося на площади государственного флага - 20 метров, ширина составляет 10 метров, а высота флагштока - 57 метров.

## Экспозиция
В музее представлена копия Постановления «О государственных символах Нахичеванской Автономной Республики», принятого высшим законодательным органом Нахичеванской Автономной Республики 17 ноября 1990 года по инициативе Гейдара Алиева, и фотографии, относящиеся к этому дню. Восстановленные флаги, гербы и административные карты исторически существовавших государств, а также Нахичеванского ханства, флаги, выданные кавалерийским отрядам Нахичеванского ханства, военная форма, конституции Нахичеванской Автономной Республики, принятые в разные годы, фотографии старинных банкнот, а также фотокопии, отчеканенных в Нахичеване монет помещены в экспозиции музея.
Председатель Верховного Меджлиса подарил музею сувениры с изображением текста государственного гимна Азербайджанской Республики и государственного герба.